# Oliva dubia
Oliva dubia is een slakkensoort uit de familie van de Olividae. De wetenschappelijke naam van de soort is voor het eerst geldig gepubliceerd in 1904 door Schepman.